# Гарбрінкгук
Гарбрінкгук (нід. Harbrinkhoek) — село в нідерландській провінції Оверейсел. Входить до муніципалітету Тюбберген.
Його площа становить 5,12 км², а населення станом на 2021 рік складало 1 880 осіб.
Перша згадка про населений пункт датується 1844 роком.